# Hospital (Quiroga)
Hospital (llamada oficialmente San Salvador do Hospital) es una parroquia y una aldea española del municipio de Quiroga, en la provincia de Lugo, Galicia.

## Otras denominaciones
La parroquia también es conocida por el nombre de San Salvador de Hospital.

## Organización territorial
La parroquia está formada por veinticuatro entidades de población, constando veintitrés de ellas en el nomenclátor del Instituto Nacional de Estadística español:
- Arxubín
- A Veiguiña
- Barreiro
- Barxa
- Campodola
- Camposdevila (Campos de Vila)
- Carballedo
- Carballeira (A Carballeira)
- Carballo do Hospital
- Framil
- Hospital (O Hospital)
- Lamela
- Ponte-Rodela (A Ponte)
- Quintá
- Revide
- Riveira de Arriba (A Ribeira)
- Rodela (A Rodela)
- Sampaio (San Paio)
- Santa Cubicia
- San Xulián de Abaixo
- San Xulián de Arriba
- Souto (O Souto)
- Toca (A Toca)
- Vilañán

## Demografía

### Parroquia
| Gráfica de evolución demográfica de Hospital (parroquia) entre 2000 y 2020 |
|                                                                            |
| Datos según el nomenclátor publicado por el INE.                           |

### Aldea
| Gráfica de evolución demográfica de Hospital (aldea) entre 2000 y 2020 |
|                                                                        |
| Datos según el nomenclátor publicado por el INE.                       |